# Monomorium pilipes
Monomorium pilipes är en myrart som beskrevs av Mayr 1868. Monomorium pilipes ingår i släktet Monomorium och familjen myror. Inga underarter finns listade i Catalogue of Life.